# 프로그래밍 언어 구현체
프로그래밍 언어 구현체(programming language implementation)는 컴퓨터 프로그램을 실행하기 위한 시스템이다. 프로그래밍 언어 구현체에 접근하는 방법은 보통 2가지가 있다: 인터프리터와 컴파일러.
인터프리트 과정은 프로그램을 실행하는 한 방법이다. 프로그램은 인터프리터에 의한 입력으로서 읽히며 프로그램에서 작성한 동작들을 수행한다.
컴파일은 다른 과정인데, 컴파일러가 프로그램을 읽지만 프로그램을 실행하는 대신 컴파일러가 이를 다른 일부 언어(바이트코드나 기계어)로 변환한다. 변환된 코드는 하드웨어에 의해 직접 실행되거나 다른 인터프리터나 다른 컴파일러에 대한 입력으로서의 역할을 하게 된다.